# Charles Gairdner
Sir Charles Gairdner (* 20. März 1898 in Batavia, Niederländisch-Ostindien (heute Jakarta, Indonesien); † 22. Februar 1983 in Perth, Australien) war ein britischer General und Gouverneur von Western Australia und Tasmanien.

## Leben
Gairdner wuchs in der Grafschaft Galway in Irland auf, besuchte die Schule in Repton und später die Royal Military Academy Woolwich. Danach wurde er im Mai 1916 zu einer Artillerieeinheit an die Westfront versetzt. Er erlitt eine Verwundung am rechten Bein, die sein Leben lang nicht verheilen sollte. 1976 musste das Bein schließlich amputiert werden. Nach dem Krieg wechselte er zur Kavallerie und war von 1937 bis 1940 im Rang eines Oberstleutnants Kommandant eines Kavallerieregiments (10th Royal Hussars). Anschließend wurde er Kommandeur der 7. Panzerdivision sowie später Kommandierender General der 6. und 8. Panzerdivision, die in Nordafrika, Indien und im Nahen Osten eingesetzt wurden. Im März 1945 wurde er zum Generalleutnant befördert.
Als Anerkennung seiner militärischen Verdienste wurde Gairdner 1951 zum Gouverneur von Western Australia ernannt und blieb dies bis 1963. Am 23. September desselben Jahres wurde er Gouverneur von Tasmanien. Im Februar 1969 kehrte Gairdner nach Ende seiner Amtszeit nach Perth zurück. Er starb am 22. Februar 1983 im Perther Stadtteil Nedlands. Nach ihm wurde das Sir Charles Gairdner Hospital in Perth benannt.

## Auszeichnungen
- Commander of the Order of the British Empire (1941)
- Companion of the Order of the Bath (1946)
- Medal of Freedom (1947)
- Knight Commander of the Order of St. Michael and St. George (1948)
- Knight Commander of the Royal Victorian Order (1954)
- Ehrendoktorwürde der University of Western Australia (1956)
- Knight Commander of the Order of the British Empire (1960)
- Knight Grand Cross of the Order of the British Empire (1969)